# Bensekrane
Bensekrane är en ort i Algeriet. Den ligger i provinsen Tlemcen, i den nordvästra delen av landet, 400 km väster om huvudstaden Alger. Folkmängden uppgick till cirka 10 000 invånare vid folkräkningen 2008.

## Geografi
Bensekrane ligger 244 meter över havet. Terrängen runt Bensekrane är kuperad åt nordost, men åt sydväst är den platt. Bensekrane ligger nere i en dal. Runt Bensekrane är det ganska tätbefolkat, med 96 invånare per kvadratkilometer. Närmaste större samhälle är Remchi, 19,1 km väster om Bensekrane. Trakten runt Bensekrane består till största delen av jordbruksmark.